# 도마뱀 동맹
도마뱀 동맹(독일어: Eidechsenbund, 폴란드어: Związek Jaszczurczy)은 독일 프로이센의 귀족들과 기사들로 구성된 조직으로 1397년 쿨메를란트(현재의 폴란드 헤움노)에서 창설되었다. 이 동맹은 신중히 튜턴 기사단을 폴란드에게 이양하길 추구하였으나, 이 동맹의 진정한 목표는 튜턴 기사단의 마구잡이식 무력 사용을 방지하는 것이었다.

## 역사
도마뱀 동맹은 니콜라스 폰 레니스, 요한 폰 풀코프, 프리드리히 폰 키트토프, 니콜라우스 폰 키트토프에 의해 설립되었다. 동맹의 명칭은 동맹의 문장이었던 도마뱀에서 유래하였으며, 이 조직은 점차 인근 프로이센 지역으로 영향권을 넓혔다.
1410년, 타넨베르크 전투에서 레니스는 튜턴 기사단 소속 쿨메를란트 부대의 기수로 참전했다. 일부 저술가들은, 레니스가 전투 중 조급히 군기를 내림으로서, 이를 후퇴하라는 신호로 인식한 기사들이 전장에서 빠져나감에 따라 기사단이 패배하는 불씨를 제공했다고 주장하나 이에 대한 역사적 근거는 희박하다. 하인리히 폰 트라이치케는 자신의 논문인 《튜턴 기사단의 프로이센 영토》(Das deutsche ordensland Preußen)에서 레니스가 군기를 내린 사건이 이러한 확신을 널리 퍼지게 되었다고 주장했다. 그럼에도 역사가들의 진술에는 이중성이 존재하는데, 전투 중 기수가 시야에서 사라지거나 기수가 전사했을 가능성도 있기 때문이다.
타넨베르크에서의 패전 이후, 이 작은 혐의로 인해 튜턴 기사단은 패전에 대한 책임을 도마뱀 동맹에 전가했다. 동맹 또한 이와 같은 생각을 하고 있었기에, 기사단의 수도인 마리엔부르크가 폴란드에게 포위당하자, 동맹은 쿨름에서 기사단에게 항복을 권고하는 편지를 보낸다.
레니스는 기사단과의 전쟁 이후 처형당했는데, 이것은 도마뱀 동맹 구성원들이 폴란드로 도망치게 되는 계기가 되었다. 이후 동맹은 교황 그레고리우스 12세와 신성 로마 제국 황제 지기스문트에 의해 불법 단체로 지정되어 해체되었다. 그러나 도마뱀 동맹은 후에 폴란드와 연대하여 튜턴 기사단을 파멸시킬 프로이센 동맹의 등장을 예고하였으며, 1454년 프로이센 동맹은 폴란드에게 구 튜턴 기사단령에 대한 합병을 요청한다.